# Phare de Huasco
Le phare de Monumental de Huasco (en espagnol : Faro Monumental de Huasco) est un phare actif situé à Huasco (Province de Huasco), dans la Région d'Atacama au Chili.
Il est géré par la municipalité de Huasco. et le phare est une attraction touristique.

## Histoire
Il a été conçu par Hugo Chacaltana, construit et mis en service le 16 avril 1996 sur le front de mer. Il a été inauguré en août 1996 sous l’administration du maire Gregorio González Murillo (es). Le dôme est serti d'un anneau en fer forgé recouvert de cuivre vieilli, traité anticorrosion, tandis que la partie en bois est en chêne et en mélèze. L’ensemble de l’infrastructure comporte 5 étages. Chaque niveau est doté de fenêtres mais les deux premiers étages ont été murées pour les protéger des vagues..
Pour son éclairage d’origine, il comptait 16 ampoules de 400 watts chacune et la combinaison d’allumage était de 4, 8, 12 et 16, ce qui signifiait qu’elles pourraient être allumées partiellement ou intégralement.
Sa couleur blanche originale, passée en 2004 à des rayures horizontales rouges et blanches, a été retrouvée en 2009. 

## Description
Ce phare est une tour octogonale avec une galerie et une lanterne de 22 m de haut. La tour est totalement blanche. Son feu fixe émet, à une hauteur focale de 25 m, un éclat blanc plus ou moins intense. Sa portée n'est pas connue.
|          |
| Le phare |

|          |
| Le phare |

### Lien connexe
- Liste des phares du Chili